# 桐生さくら
桐生 さくら（きりゅう さくら、1989年3月9日 - ）は、日本の元AV女優。
身長：158cm 、スリーサイズ：B85（Dカップ）・W58・H83。

## 略歴
- 2008年にAVデビュー。
- 2012年9月に引退作発売。その後も事務所所属していたが2013年末に完全に籍を抜いて引退（所属はバンビプロモーション）。

## 人物
- セガの『龍が如く』シリーズが好きで、全作品プレイ済み、ゲームの主人公「桐生一馬」に憧れて芸名を桐生（キリュウ）にした[1]。ミス龍が如く5オーディションではファイナリストまで残り落選したものの、ゲーム上にてパチンコ店の店員役として出演している。
- 趣味：ゲーム、ショッピング、TV鑑賞
- 特技：料理、スノボー
- 好きな男性のタイプ：一緒にいて楽な人（顔は気にしない）[2]

## 作品
アダルトビデオ（撮りおろし作品のみ）
2008年
- エスカレートするドしろーと娘 135（7月2日、プレステージ）
- Can College 22（7月11日、プレステージ）
- WATER POLE 54（7月11日、プレステージ）
- REAL DOLL ＃1（11月12日、プレステージ）
- 「可憐」 3年2組 出席番号41番 さくら（12月5日、NON）

2009年
- ザーメン中出しSEX 巨乳ロリ素人◆サクラ（1月14日、プレステージ）
- 高貴なる肉若妻 第十七巻（5月1日、ジュエル）
- ゴム先ちょっきん中出し 淫行記録 Vol.9（6月19日、ジュエル）
- 朝までいっぱいHしよっ VOL.7（7月15日、ジュエル）
- 可愛かったのでナマで中に出しちゃいました!2（7月24日、HRC）
- 美形ミニスカギャル限定!!エッチでドッキリ悪戯ナンパ!!!（8月9日、GARCON）
- 素人カップルナンパ!彼氏の前でヤラれる彼女 13（8月10日、ホットエンターテイメント）
- 調教×美少女M さくら（8月14日、アップス）
- 素人ギャルズ首都圏MAP SAKURA（19）（9月1日、EROS HEARTS）
- MY FAVORITE WITH パンティーストッキング BLACK 4（9月4日、HRC）
- 卒業アルバムで一番かわいい、僕いちばんのアイドルと南の島で熱～いSEXがしたい!!（9月5日、SODクリエイト）
- かわいい素人娘16名のセクハラ夏合宿24時間!!（10月13日、はじめ企画）
- 友達JK青姦 つぼみ 桐生さくら（10月19日、クロス）
- Sanctuary -Sakura Kiryu-（10月20日、デジタルアーク）
- 小悪魔ギャル潮吹き援交 一人目（10月21日、ジュエル）
- オフィスレディ WITH パンティーストッキング&黒タイツ スペシャル（11月20日、HRC）
- コギャル痴女ちんぽいじめ（12月19日、YeLLOW）

2010年
- 素人ハレン恥野球拳 勝てば賞金 負ければ罰ゲーム!!6（2月4日、ヒビノ）
- THE GAL NAN 29（2月18日、グローリークエスト）
- 高額バイト 6 渋谷某有名ギャル服ショップ勤務プリケツ店員ひとみ（2010年2月19日、ドグマ）
- 素人ギャルズ［LEVEL A］ Ver.W（2月26日、EROTICA）
- チョウキョウ・ゼッチョウ・アイヴ 3（2月27日、デジタルアーク）
- 手コキでベロちゅ～10（3月19日、YeLLOW）
- 24/7【TWENTY FOUR/SEVEN】 17（3月19日、プレステージ）
- お仕置き真正中出しREVERSE 01 桐生さくら（3月27日、モブスターズ）
- ギャルWフェラチオ（4月1日、グローリークエスト）
- 清楚系素人フェラナンパ 可愛い普通の女の子にお願いしてチ○ポを舐めさせちゃいました（4月20日、ピーターズ）
- JK援交ガチ中出しVOL.17（4月26日、サムシング）
- 帰宅部少女 帰宅部さくら（4月27日、ラマ）
- CORE GAL 01（5月1日、MAD）
- 恥じらいのあしのうら（5月5日、フリーダム）
- 街で見かけた素人カップルをナンパ!彼氏の見ている前で恥かしい初レズ体験（5月20日、ピーターズ）
- LEGS+ X パンスト・タイツの交歓（5月21日、HRC）
- 罠に嵌められた家庭教師（6月4日、暗黒星）
- 美少女たちのぴったりレギンス（6月5日、フリーダム）
- 激痛!おんなのこの噛みつき責め（6月5日、フリーダム）
- EROTIC（6月24日、デジタルアーク）
- GAL Junkie16 桐生さくら オレ達エゴマゾ★美GALでフェチれ!!（6月25日、ケラ工房）
- 脚コキ48手（7月5日、フリーダム）
- 美少女ブーツ図鑑（7月5日、フリーダム）
- なまゲッchuで、ぎゃるゲッchu。10（7月7日、プレステージ）
- THE GAL NAN 34（7月15日、グローリークエスト）
- バチコミ。01（7月23日、プレステージ）
- 素人敏感キャバ嬢生中出し 29（7月31日、プラム）
- 地元で有名な女子校生に中出し9（8月13日、マックス・エー）
- お届けAV女優（8月13日、クリスタル映像）
- 放課後わりきりバイト 29（8月20日、S級素人）
- 噂の激カワギャル2原宿編（8月20日、ケイ・エム・プロデュース）
- ギャル校生 20（8月24日、プレステージ）
- ギャルテコ（9月17日、SEX Agent）
- 気狂い寸止め手コキ（10月15日、SEX Agent）
- 女子校生だらけのムレムレ黒スト脚コキ（10月15日、SEX Agent）
- 失神寸前!イッた瞬間亀頭責め〜歯を喰い縛って、全身を突っ張らせ必死に耐え続ける悶絶男〜（10月19日、Fetish Box）
- SOD新兵器 マジックミラー試着室 洋服屋で試着中のお嬢さんが下着になった瞬間いきなりおっぱいモミモミ（10月21日、SODクリエイト）
- 気になるアノ娘〜さくら〜（10月28日、WEEKENDER）
- パニック寸前!!突然急停止したエレベーターの密室でギャル5人に無理矢理抜かれちゃいました!! VOL.2（11月4日、GARCON）
- 女子●生にペニバン調教されて潮を吹いてしまったボク（11月5日、ジャネス）
- 素人美女スナップ 10 さくら（11月5日、カマタ映像）
- 完全撮りおろし カリスマアイドル対抗!! ガチフェラ早出しバトル 4（11月12日、レアル・ワークス）
- ガン見フェラ2（11月19日、SEX Agent）
- ギャルフェラ（11月19日、SEX Agent）
- velvet silver 3（12月7日、デジタルアーク）
- 女子高生ギャルだらけの逆チカン路線バス!Vol.2（12月7日、GARCON）
- アナタの目を見つめながら、舐めまわしカラミついてヌルリと口に含む濃厚フェラチオ ジッと見つめてイカせてあげる（2010年12月25日、東京マニGUN’S）

2011年
- WILD BLACK SAKURA 黒ギャル・さくら挑発敏感SEX（2011年1月7日、桃太郎映像出版）
- コギャル痴女ちんぽいじめSEX BEST（2011年1月19日、YeLLOW）
- ピタパン 着衣尻（2011年1月20日、KEU）
- 大きさを確かめるように大きく揉みだすと、彼女は敏感に反応し大きく声をあげた…20人のおっぱいモミまくりコレクション（2011年1月25日、東京マニGUN’S ）
- 僕の彼女にAKIBAのコスさせていやらしい事してみました。（2011年2月11日、マックス・エー）
- 生マンズリ女子校生 「あぁん…そんなにしたらチンチン入っちゃうよぅ」（2011年2月13日、東京マニGUN’S）
- 素人GAL生中出し 001 SAKURA（2011年2月15日、プラム）
- 完全主観 可愛い教え子と密室温泉旅行（2011年2月19日、アキノリ）
- 舌ピアスでこすり上げるフェラチオ 桐生さくら（2011年2月25日、Fantasista）
- 高速ピストンフェラ（2011年4月13日、東京マニGUN’S）
- GIRLS SEX PARTY 4（2011年4月18日、S級素人）
- NAMANAKA GALS 09（2011年4月19日、ピエロ）
- 羞恥！銭湯でアルバイト！お湯に濡れたら服が溶けて全裸になっちゃった!!（2011年4月21日、サディスティックヴィレッジ）
- GARCONファン感謝祭 可愛さ最強ギャル軍団と行く!!ギラツキMAX童貞クン限定温泉バスツアー!!!Vol.2（2011年5月7日、GARCON）
- ファン感謝祭!出前野球拳バスツアー（2011年5月7日、SWITCH）
- NAMANAKA GALS ON LIVE 12（2011年5月14日、ピエロ）
- kira☆kira BLACK GAL SPECIAL 黒GAL学園☆MARVELOUS集団乱交（2011年5月19日、kira☆kira）
- 生出し！猥褻な美乳美尻女（2011年5月27日、クリスタル映像）
- オレのセフレの黒ギャルバニーちゃん（2011年6月1日、U&K）
- HYPER HIGHLEG QUEEN-003（2011年6月15日、デジタルアーク）
- 首都圏キャンパスなう! 4時間（2011年6月24日、ケイ・エム・プロデュース）
- 根元まで埋もれたディルドがGスポットを一撃したとたん、彼女は膝をガクガクと震わせた…騎乗位オナニー（2011年6月25日、東京マニGUN’S）
- 拝啓　母さん･･･上京して初めての一人暮らしはギャルしか住んでいない共同アパート。毎日チ○ポが痛くなるほど犯されていますが、僕はとっても幸せです･･･　敬具（2011年7月7日、ATOM）
- 連日大盛況のビキニキャバクラの過激サービスは手コキ以上本番未満じゃなくて本番以上中出し未満は本当か!?（2011年7月19日、ラハイナ東海）
- ショック！ 高1の夏にギャルに変身してしまった僕のお姉ちゃんは実は地元で有名なヤリマンだった！ 当然そんなお姉ちゃんの友達も全員ヤリマンだから、姉の部屋（僕と相部屋）に遊びに来ては二段ベッドの上からエッチに僕を誘惑し、喰われまくっています。（2011年8月6日、SODクリエイト）
- 金玉蹴り 足癖最悪のオンナ（2011年8月15日、ワンズファクトリー）
- 肉食黒ギャル痴女 桐生さくらの素人M男の自宅訪問（2011年8月19日、Fetish Box）
- べろちゅー寸止め手コキ願います。02（2011年8月19日、SEX Agent）
- ハイブリッドギャルナマテコキ（2011年8月19日、SEX Agent）
- GALとBガールと老人の濃厚な接吻とSEX（2011年8月25日、Fantasista）
- ギャル2人にオモチャにされる夢のバイト生活（2011年8月26日、ケイ・エム・プロデュース）
- ドヤ顔ギャルとシテみませんか? （2011年8月26日、バルタン）
- M男 in GAL PARADISE（2011年9月5日、未来・フューチャー）
- 週末の温泉街に出稼ぎバイトしに来ている元キャバ嬢のピンクコンパニオンはサービスで生本番ヤレるのか !?（2011年9月13日、ラハイナ東海）
- ヨコフェラ!（2011年9月16日、SEX Agent）
- 世界にここだけ!!超豪華!黒ギャルスパリゾート（2011年9月23日、ケイ・エム・プロデュース）
- もしも俺が娘（ギャル）に誘惑されても勃起するわけがない!（2011年9月25日、the WoRLd）
- 肉食痴女 スペルマニア（2011年10月1日、Fetish Box）
- 極上ギャルが心のこもったおもてなし!夢の超高級風俗フルコース!!（2011年10月28日、ケイ・エム・プロデュース）
- ONIAGE　噂のT-Backギャル女子校生12（2011年11月7日、デジタルアーク）
- 尻コキマエストロ 極上桃尻悶絶摩擦集（2011年11月18日、SEX Agent）
- Charisma GAL GET YOU!04（2011年11月25日、ワンダフル〈ONE DA FULL〉）
- 彼女が入院していることをいいことに一緒に御見舞いに来た彼女の友人とヤッテしまった。（2011年11月25日、スクープ）

2012年
- カップル混浴温泉に来ているギャルに勃起チ○ポを見せつけ発情させたら、彼氏の寝ている隣で夜這いしてもウズウズしていて拒めない!!（2月9日、GALCON）
- 黒ギャル校生の黒スト脚コキがすんごい。（3月16日、SEX Agent）
- むちむちスク水顔面騎乗。（3月16日、SEX Agent）
- GetMovie ThePremiun 桐生さくら 北川瞳（7月16日、GetMovie）
- kira☆kira BLACK GAL CHARISMA黒ギャル☆引退SPECIAL-FINAL FUCK- 桐生さくら（9月19日、kira☆kira）

## 出演
- ミス龍が如く5を探せ！（ファイナリスト出演）
- 関西TV おとなの子守唄（ゲスト出演）

## ステージ
- ミス龍が如く5ファイナリスト決定戦！（東京ジョイポリス）
- 渋谷のATOMにて、雑誌ソウルジャパンのモデルとして舞台へあがる。